# Allington Castle
Allington Castle er et slot i Allington lige nord for Maidstone i Kent i England. Slottet er bygget i sten med en voldgrav om, og det er på listen over bevaringsværdige bygninger i Storbritannien.

## Historie
Godset blev befæstet af lord Warden of the Cinque Ports, Stephen de Pencester, i 1281 efter licens til at krenelere af Edward I. I 1300-tallet var slottet ejet af Cobham-familien, Mowbray-familien og Gainsford-familien enten ved arv eller gennem ægteskab.
I 1492 blev det købt af sir Henry Wyatt, hvis søn poeten sir Thomas Wyatt blev født her i 1503. Thomas Wyatts søn Thomas Wyatt blev født samme sted i 1521. I 1554 ledede han et oprør mod Maria 1.'s ægteskab med Filip 2. af Spanien. Det mislykkedes og han blev henrettet for forræderi.
Elizabeth 1. gav slottet til John Astley i 1568. Kort efter blev det stærkt beskadiget af en brand og var stort set forladt til 1905, hvor det blev restaureret af arkitekterne W. D. Caroe og Philip Tilden for sir William Martin Conway. Det stod færdigt i 1929.
I 1951 blev slottet hjemsted for Karmeliterordenen. I dag er det privat,  bopæl for sir Robert Worcester og lady Worcester og er ikke åbent for offentligheden.
Meget af det oprindelige murværk blev muret i et indviklet sildebensmønster og kan stadig ses.

## Film og Tv
Slottet har været brugt som kulisse til film og tv:
- Som "Slottet De'ath" i episode 5, serie 4 af kult tv-serien The Avengers
- Udendørsscener i tv-serien Covington Cross fra 1992
- Udendørsscener i tv-serien Colditz der blev sendt 1972-74
- De omkringliggende jorde blev brug til stærkmandskonkurrencen Pure Strength i 1988
- Flere steder i slottet er brugt til tv-serien Horrible Histories fra 2009 på CBBC